# 13565 Yotakanashi
13565 Yotakanashi este un asteroid din centura principală de asteroizi.

## Descriere
13565 Yotakanashi este un asteroid din centura principală de asteroizi. A fost descoperit pe 28 octombrie 1992 la Kitami de Kin Endate și Kazuro Watanabe. Asteroidul prezintă o orbită caracterizată de o semiaxă mare de 3,12 ua, o excentricitate de 0,10 și o înclinație de 14,5° în raport cu ecliptica.